# Acacia rubida
Acacia rubida är en ärtväxtart som beskrevs av Allan Cunningham. Acacia rubida ingår i släktet akacior, och familjen ärtväxter. Inga underarter finns listade i Catalogue of Life.